# Parc national des Pingualuit
Der Parc national des Pingualuit (Inuktitut: ᐱᖑᐊᓗᐃᑦ) ist ein 1133,90 km² großer Provinzpark. Obwohl das Schutzgebiet als Parc national bezeichnet wird, entspricht es dem was in den übrigen Provinzen und Territorien als Provincial Park bezeichnet wird.
Der am 16. Februar 2013 eingerichtete Park liegt auf der Ungava-Halbinsel im äußersten Norden der kanadischen Provinz Québec in der Region Nunavik. Der nächstgelegene Ort, die Inuit-Siedlung Kangiqsujuaq, befindet sich etwa 100 km nordöstlich des Parks. 
Der Park liegt in der Tundra-Hochebene der Ungava-Halbinsel. Die Hauptattraktion des Parks ist der Pingualuit-Krater, ein relativ junger Impaktkrater.
Grundsätzlich werden die Parcs national in der Provinz Québec durch die Société des établissements de plein air du Québec (Sépaq) verwaltet. Da der Park jedoch nördlich des 55. Breitengrads und damit in der Region Nunavik liegt, erfolgt die Verwaltung durch die der Administration régionale Kativik (Kativik Regional Government, KGR) unterstehende Parcs Nunavik. 